# Shaw Island
Shaw Island är en ö i Australien. Den ligger i delstaten Queensland, omkring 870 kilometer nordväst om delstatshuvudstaden Brisbane. Arean är 16,5 kvadratkilometer. Den sträcker sig 10,2 kilometer i nord-sydlig riktning, och 7,1 kilometer i öst-västlig riktning.
Savannklimat råder i trakten. Genomsnittlig årsnederbörd är 1 585 millimeter. Den regnigaste månaden är mars, med i genomsnitt 413 mm nederbörd, och den torraste är september, med 12 mm nederbörd.